# Бздыриха
Бздыриха — река в России, протекает по Сонковскому району Тверской области. Устье реки находится в 109,7 км по левому берегу реки Корожечна от её устья, в ста метрах выше устья реки Кромница. Длина реки составляет 14 км. Пересыхающий исток находится у деревни Болтино, вскоре после него речка пересекает железную дорогу Сонково — Калязин. Сельские населённые пункты у реки: Болтино, Рогово, Константиново, Григорково, Погорелка; устье находится напротив деревни Вепрь.

## Данные водного реестра
По данным государственного водного реестра России относится к Верхневолжскому бассейновому округу, водохозяйственный участок реки — Волга от Угличского гидроузла до начала Рыбинского водохранилища, речной подбассейн реки — бассейны притоков (Верхней) Волги до Рыбинского водохранилища. Речной бассейн реки — (Верхняя) Волга до Куйбышевского водохранилища (без бассейна Оки).
Код объекта в государственном водном реестре — 08010100912110000004413.